# Sopsits Árpád
Sopsits Árpád (Szeged, 1952. június 2. – 2025. március 6.) Balázs Béla-díjas magyar színház- és filmrendező, forgatókönyvíró.

## Életpályája
Tanulmányait a Debreceni Tanítóképző Intézet népművelés-könyvtár szakán kezdte. 1975–1979 között a Színház- és Filmművészeti Főiskola rendező szakán tanult Makk Károly osztályában.
A Semmelweis Egyetem Filozófiai Intézetében dolgozott 1974-től, majd a Mafilm forgatókönyvírója volt. 1994-ben Balázs Béla-díjat kapott.
Dolgozott többek közt a Budapesti Kamaraszínházban (2001–2004, 2008, 2011), a Gyulai Várszínházban (2002, 2010), az Új Színházban (2003), a Szabadkai Népszínházban (2005), a Nemzeti Színházban (2006, 2009), a Merlin Színházban (2011), a Vígszínházban (2012) és a Szekszárdi Német Színházban (2013) is.
2023-ban agyműtéten esett át, állapota ezután is súlyos volt. 2025. március 6-án hunyt el.

## Színházi munkái
A Színházi Adattárban regisztrált bemutatóinak száma; szerzőként: 5, színészként: 2, rendezőként: 19; díszlettervezőként: 9; jelmeztervezőként: 2.

### Szerzőként
- Dosztojevszkij: Bűn és bűnhődés a rácsok mögött (2001)
- Gogol-Sopsits: Egy őrült naplója (2003)
- Brestyánszki-Sopsits: Álomlakó (2005)
- Sopsits: Fekete angyal (2008)
- Gyulay-Sopsits: Psyché (2010)
- Sopsits: Die Verwandlung (2013)

### Színészként
- Brestyánszki-Sopsits: Álomlakó....Aranyarcú
- Barfuss: Szüleink szexuális neurózisai, avagy Dora élettörténete....Dora apja

### Rendezőként
(d=díszlettervező; j=jelmeztervező)
- Dosztojevszkij: Bűn és bűnhődés a rácsok mögött (2001) (d)
- William Shakespeare: Falstaff (IV. Henrik) (2002)
- Ghelderode: Kószál a nagy kaszás (2002)
- Gogol: Egy őrült naplója (2003) (d, j)
- Shepard: Hazug képzelet (2003)
- Büchner: A létező (2004)
- Büchner: Woyzeck (2004)
- Brestyánszki-Sopsits: Álomlakó (2005) (d)
- Szophoklész: Oidipusz király (2006)
- Szophoklész: Oidipusz Kolónoszban (2006)
- Sopsits: Fekete angyal (2008) (d, j)
- Williams: Orpheusz alászáll (2009)
- Gyulay-Sopsits: Psyché (2010) (d)
- Barfuss: Szüleink szexuális neurózisai, avagy Dora élettörténete (2011) (d)
- Marber: Közelebb! (Closer) (2011) (d)
- Oksanen: Tisztogatás (2011)
- Esterházy Péter: Csokonai Lili – Tizenhét hattyúk (2012)
- Kafka: Die Verwandlung (2013) (d)

## Filmográfia
- Szabadjegy a bombatölcsérbe (1978)
- Niagara Nagykávéház (1980)
- Céllövölde (1990) [9]
- Video Blues (1992)[10]
- Félelem és reszketés (1994)
- Rítus (1995)
- Derengő (1996)
- Légyfogó (1998)
- A negatív ember (1998)
- Torzók (2001)
- Tálentum (2001)
- Harasztÿ István (2003)
- Ritmusok (2004)
- Forgás (2005)
- Kocsmakoncert (2006)
- A hetedik kör (2008)
- A martfűi rém (2016)
- Mellékszereplők (2023)

## Díjai
- Chicago International Film Festival, Gold Hugo (1990, 2001)
- Magyar Filmszemle díjak (1990, 1993, 2001)
- Gene Moskowitz-díj (1990)
- Bergamo Film Meeting, Ezüst Rosa Camuna díj (1990) Céllövölde
- Európai Filmdíj, Potsdam nagydíja (1993) Video Blues[11]
- Balázs Béla-díj (1994)
- Montreali Nemzetközi Filmfesztivál, Grand Prix des Amériques fődíj (2001) Torzók
- Montréal World Film Festival, Grand Prix des Amériques (2001) Torzók
- Prix Europa, Prix Europa Special (2001)
- Bergamo Film Meeting, Ezüst Rosa Camuna díj (2002) Torzók[12]
- Magyar Film- és TV-kritikusok Díja a legjobb rendezésért (2002) Torzók
- Gundel művészeti díj (2002)
- Pécsi Országos Színházi Találkozó díja (2002)
- Vámos László-díj (2008)
- Magyar Filmdíj – legjobb rendező (2017) A martfűi rém
- Magyar Filmdíj – legjobb látványtervező (2017) A martfűi rém